# عفوسة

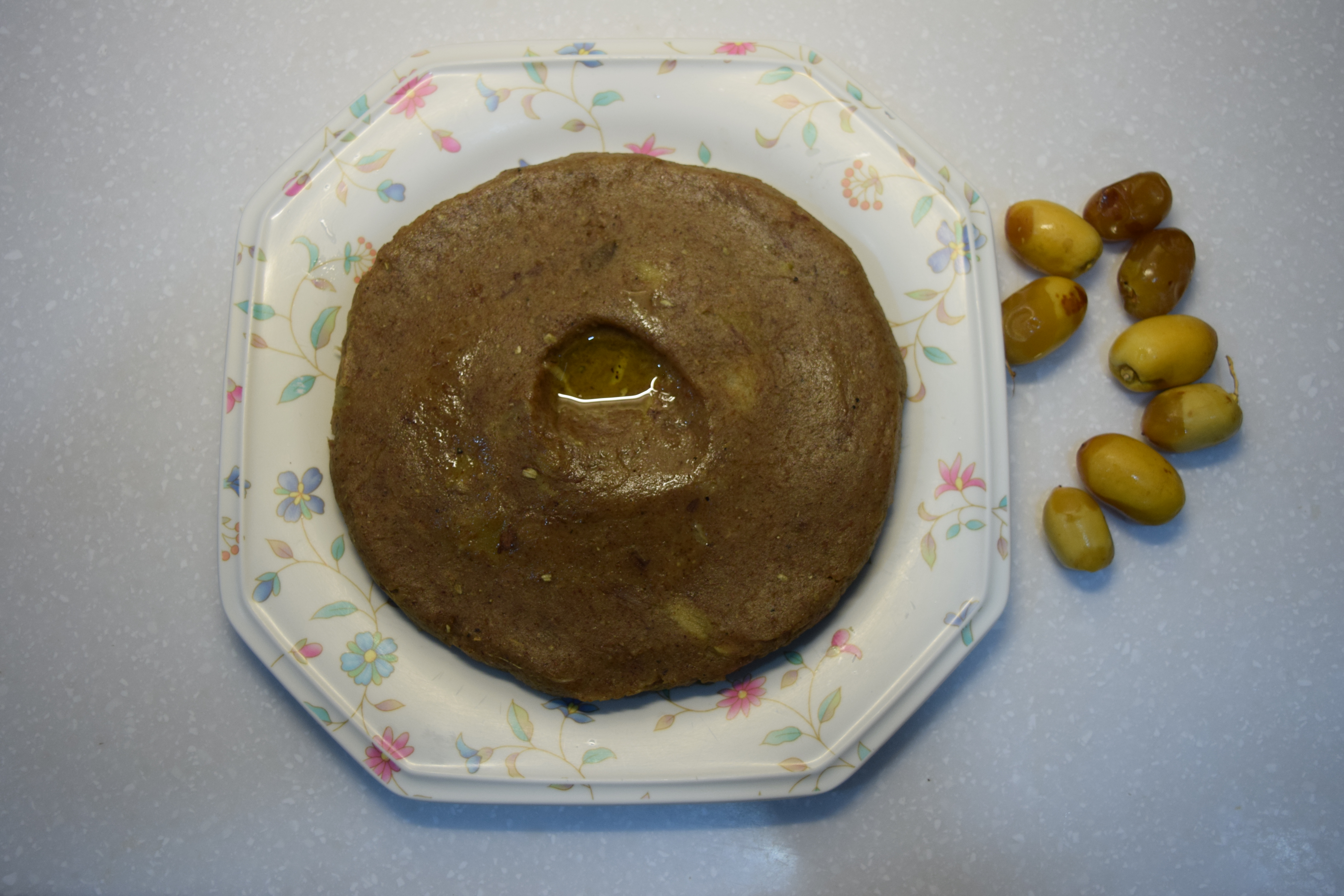

العفّوسة أو عصيدة الرطب أو عصيدة التمر هي طبق حلى عربي من العصيدة الممزوج معها التمر أو الرطب. تتكون العفوسة من الدقيق، والتمر الهامد، والدهن، والزيت، والهيل المطحون، والزعفران، وتُحضّر بتحميص الدقيق على نار متوسطة ثم إضافة التمر وتقليبه فبقية المكونات وتقلب مع بعضها حتى تتماسك، وتزيّن بنثر السمسم المحمص عليه وتُقدّم مع القهوة العربية. غالباً ما تُطهى العفوسة بالرطب المُتمر أكثر من طهيها بالتمر.

## وصلات خارجية
- وصفات العفّوسة أو عصيدة التمر على كوكباد.
- مجموعة صور للعفوسة على موسوعة الطبخ.